# Dokumentarista (technika)
Dokumentarista pro oblast technické komunikace (anglicky technical writer/author) se zabývá návrhem, tvorbou a údržbou technické dokumentace, která zahrnuje online nápovědu, uživatelské a systémové příručky a manuály, projektovou dokumentaci a další typy dokumentů pro různé skupiny uživatelů, například experty v dané oblasti nebo koncové uživatele bez hlubší znalosti problematiky.

## Asociace
Profesi zaštiťuje Česká společnost pro vědeckou a technickou komunikaci (ČSVTK), která vedle dokumentaristů sdružuje také příslušníky dalších profesí.